# Acrotrichis grandicollis
Acrotrichis grandicollis är en skalbaggsart som först beskrevs av Mannerheim 1844.  Acrotrichis grandicollis ingår i släktet Acrotrichis, och familjen fjädervingar. Arten är reproducerande i Sverige.